# Aeroporto di Berlino-Schönefeld
L'aeroporto di Berlino-Schönefeld (IATA: SXF, ICAO fino al 2020: EDDB) (in tedesco Flughafen Berlin-Schönefeld) è stato, insieme agli aeroporti di Tegel e Tempelhof, uno dei tre aeroporti internazionali che servivano la capitale federale tedesca. Dal 25 ottobre 2020 ha cessato le proprie attività come aeroporto autonomo con proprio codice IATA, divenendo parte del nuovo aeroporto di Berlino-Brandeburgo nella funzione di Terminal 5, le cui sezioni sono state ribattezzate K, L, M e Q.

## Posizione geografica
Si trova a sud-est della città, a circa 24 km dal centro, nel Land del Brandeburgo. Buona parte della struttura è situata nel comune di Schönefeld, nel circondario di Dahme-Spreewald.

## Storia
Aperto al traffico civile nel 1947, fu  l'aeroporto di Berlino Est fino al 1990 e il maggiore della Repubblica Democratica Tedesca.
Fino ad allora è stato lo scalo aeroportuale della compagnia di bandiera Interflug e ospite di altri operatori dall'Est Europa come la sovietica Aeroflot. Partivano voli diretti principalmente nei Paesi dell'orbita sovietica e quelli occidentali come l'Italia.
I controlli di frontiera erano molto accurati: un passeggero diretto in Occidente doveva superare tre controlli, quello della polizia di frontiera che timbrava i passaporti in uscita, quello della sicurezza che controllava i bagagli di ogni singolo passeggero e l'ultimo della Stasi, che interrogava a uno a uno i passeggeri prima di partire. Le sessioni di interrogazione potevano variare da 5 a 45 minuti a discrezione delle guardie di frontiera ed erano eseguiti quasi sempre con la macchina della verità. Durante il periodo della DDR furono arrestate ai controlli di emigrazione più di 3.000 persone per il reato di emigrazione illegale, delle quali circa 630 erano persone straniere a cui, talvolta, veniva addizionato il reato di spionaggio.

Sistema aeroportuale di Berlino

## Il progettoBerlin-Brandenburg International
Il sito aeroportuale è stato notevolmente ampliato, con lo scopo di portare la capacità complessiva a circa 30 milioni di passeggeri annui. Nella zona attigua a sud è stata realizzata la struttura principale, mentre l'edificio principale dell'aeroporto di Schönefeld ne è diventato il Terminal 5.
Il progetto ha previsto anche l'abbandono della pista settentrionale, la costruzione di una nuova pista più a sud, nonché la chiusura degli aeroporti di Tempelhof e Tegel, chiusi rispettivamente il 30 ottobre 2008 e l'8 novembre 2020. Al termine dei lavori, il nuovo sito aeroportuale è stato ribattezzato Flughafen Berlin Brandenburg International Willy Brandt (BER).
Il nuovo aeroporto avrebbe dovuto essere inaugurato il 3 giugno 2012, ma per problemi infrastrutturali l'apertura è stata rinviata al 27 ottobre 2013. Dopo continui posticipi a causa di grossolani errori di progettazione, la data definitiva d'entrata in funzione è stata fissata al 31 ottobre 2020.
Negli anni 2010, la mancanza di lavori di adeguamento del terminal in uso, in previsione dell'entrata in funzione della nuova infrastruttura, gli ha fornito un'atmosfera rétro, ma ha fatto sì che fosse eletto dai passeggeri in un sondaggio di eDreams del 2017 come il peggior aeroporto del mondo.

## Collegamenti con Berlino

### In treno
L'aeroporto era collegato al centro della città dalla ferrovia urbana S-Bahn (linee S45 e S9), alla stazione ferroviaria di Berlino-Schönefeld Aeroporto. Era inoltre collegato dai treni regionali RE7 ed RB14 denominati Airport Express che consentivano di raggiungere il centro di Berlino in soli 28 minuti. Un'altra possibilità per raggiungere il centro della città dall'aeroporto (e viceversa) era tramite la linea X7, chiamata "JetExpressBus", che collega Schönefeld alla stazione metropolitana di Rudow (linea U7).
Treni regionali e a lunga percorrenza collegavano l'aeroporto con altre città della Germania orientale.

### In autobus
I collegamenti con le città circostanti, così come con altri quartieri di Berlino, erano assicurati da autolinee.